# Gary Hekman
Gary Hekman (Gramsbergen, 21 juli 1988) is een Nederlands marathonschaatser uit Gramsbergen. Hij schaatst voor de ploeg Reggeborgh. Hij is viervoudig Nederlands kampioen skeeleren en veelvoudig winnaar in marathonwedstrijden op ijs.
Hekman won op 19 januari 2016 de eerste marathonwedstrijd op natuurijs van het seizoen. Ook op 14 december 2022 wist hij in het Friese Burgum de eerste marathon op natuurijs op zijn naam te schrijven. Hij won op 1 januari 2020 in Enschede het Nederlands kampioenschap marathonschaatsen.

## Persoonlijk
Gary Hekman is getrouwd met schaatsster Manon Kamminga. Samen hebben zij twee zonen.

## Marathon

### Ploegen
Wildkamp Maple: 2006/2007
Hunter Sportwear: 2007/2008
Nefit HR Ketels: 2008-2010
AMI Kappers: 2010/2011
Team Van Werven: 2011-2016
AB Vakwerk: 2016-2021
Hoolwerf Heiwerken/AB Vakwerk: 2021-2022
Reggeborgh: 2022-2025

### Zeges
2010/2011
ONK op natuurijs, Weissensee, Oostenrijk
2011/2012
KPN Super Prestige 1, Biddinghuizen
KPN Super Prestige finale, Biddinghuizen
2012/2013
KPN Marathon Cup 14, Eindhoven
Massastart Driedaagse, dag 1, Dronten
2013/2014
KPN Marathon Cup 1, Amsterdam
KPN Marathon Cup 4, Utrecht
KPN Marathon Cup 5, Den Haag
Openingsmarathon FlevOnice, Biddinghuizen
KPN Marathon Cup 13, Groningen
Aart Koopmans Memorial (Grand Prix 1), Weissensee, Oostenrijk
Grand Prix finale, Biddinghuizen
2014/2015
Ploegentijdrit Openingsmarathon, Biddinghuizen
KPN Marathon Cup 9, Breda
ONK op natuurijs, Weissensee, Oostenrijk
2015/2016
KPN Marathon Cup 2, Utrecht
KPN Marathon Cup 4, Haarlem
Massastart competitie finale, Heerenveen
KPN Marathon Cup 9, Rotterdam
KPN Marathon Cup 15, Heerenveen
Marathon van Haaksbergen (natuurijs)
Aart Koopmans Memorial (Grand Prix 2), Weissensee, Oostenrijk
2016/2017
KPN Marathon Cup 4, Heerenveen
KPN Vierdaagse, dag 1, Biddinghuizen
Flevonice marathon, Biddinghuizen
KPN Marathon Cup 8, Eindhoven
2017/2018
KPN Marathon Cup 4, Utrecht
KPN Grand Prix finale, Luleå, Zweden
2018/2019
KPN Marathon Cup 2, Deventer
Trachitol Trophy 2, Utrecht
KPN Marathon Cup 7, Den Haag
KPN Marathon Cup 11, Amsterdam
KPN Grand Prix 2, Weissensee, Oostenrijk
KPN Grand Prix 4, Luleå, Zweden
2019/20
KPN Marathon Cup 2, Haarlem
Trachitol Trophy 1, Enschede
Trachitol Trophy 2, Utrecht
Trachitol Trophy 3, Hoorn
NK op kunstijs

## Langebaan

### Persoonlijke records
| Afstand      | Tijd     | Datum            | Baan       |
| ------------ | -------- | ---------------- | ---------- |
| 500 meter    | 40,63    | 16 februari 2008 | Assen      |
| 1000 meter   | 1.15,69  | 29 november 2007 | Inzell     |
| 1500 meter   | 1.52,07  | 15 november 2011 | Heerenveen |
| 3000 meter   | 3.58,07  | 2 november 2007  | Heerenveen |
| 5000 meter   | 6.34,41  | 9 november 2012  | Heerenveen |
| 10.000 meter | 15.12,67 | 18 februari 2007 | Eindhoven  |

### Resultaten
NK massastart 2017

## Inline-skaten

### Resultaten
Europese kampioenschappen inline-skaten 2016, marathon